# Marquesado del Cenete

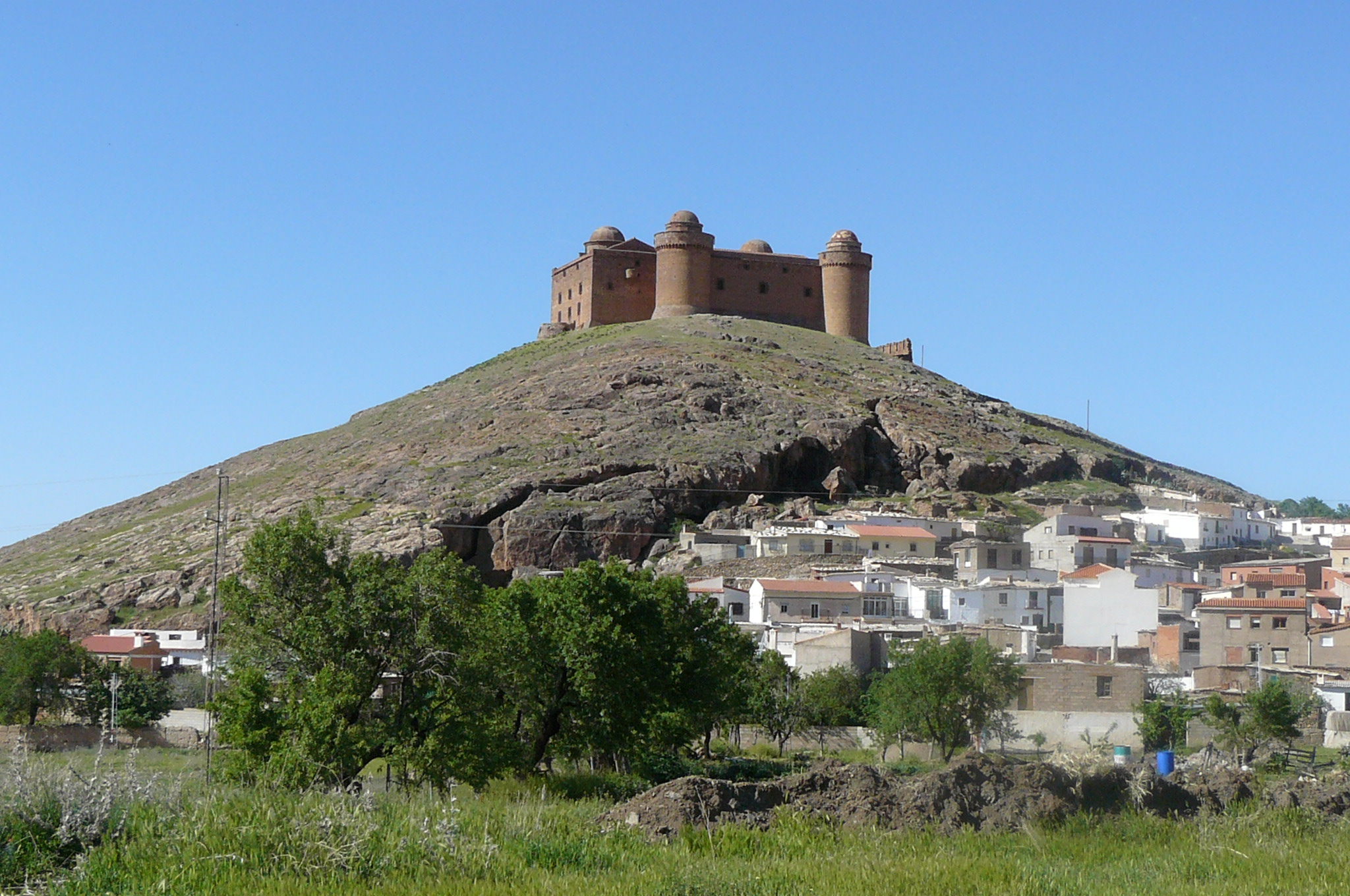
Castillo de La Calahorra en La Calahorra, Granada.

El marquesado del Cenete es el título nobiliario español que la reina Isabel la Católica concedió en 1491 a Rodrigo Díaz de Vivar y Mendoza, I conde del Cid y primer y único barón de Alasquer (concedido en 1492). Era hijo del cardenal Mendoza y nieto del marqués de Santillana. Su nombre se refiere a la subcomarca del Zenete en la provincia de Granada. Zenete deriva del árabe sened, que significa "falda, subida, cuesta del monte", en referencia al declive de Sierra Nevada.
El primer marqués, Rodrigo Díaz de Vivar y Mendoza, constructor del Castillo de La Calahorra, casó Leonor de la Cerda y Aragón y posteriormente con María Fonseca. Su hija Mencía, II marquesa, murió sin descendencia, mientras que su hija María, III marquesa, casó con Diego Hurtado de Mendoza, IV conde de Saldaña, heredero del duque del Infantado, pasando el marquesado del Zenete a la Casa del Infantado, cuyos miembros lo utilizaron alternativamente, llamándose el primer duque del Infantado y marqués del Zenete y su sucesor marqués de Zenete y duque del Infantado.
El mayorazgo del marqués incluía además las baronías de Ayora, Alazque, Alberique y Gavarda en el reino de Valencia y los señoríos de Jadraque, el Castillo del Cid y Alcocer, en Guadalajara.